# Darrell Pace
Darrell Owen Pace, född 23 oktober 1956 i Cincinnati, är en amerikansk idrottare som tog individuellt guld i bågskytte vid OS 1976 och 1984. Lagsilver blev det 1988.